# Лъчева крилатка
Pterois radiata са вид лъчеперки от семейство Морски скорпиони (Scorpaenidae). Те са хищни риби с дълги отровни игли, които обитават Индийския и западните части на Тихия океан. Pterois radiata е единственият вид от рода Pterois, който няма шарки по бодлите.